# Libéral Bruant
Libéral Bruant, oppure Bruand (Parigi, 30 agosto 1636 – Parigi, 22 novembre 1697), è stato un architetto francese, rappresentante della corrente classicista.

## Biografia

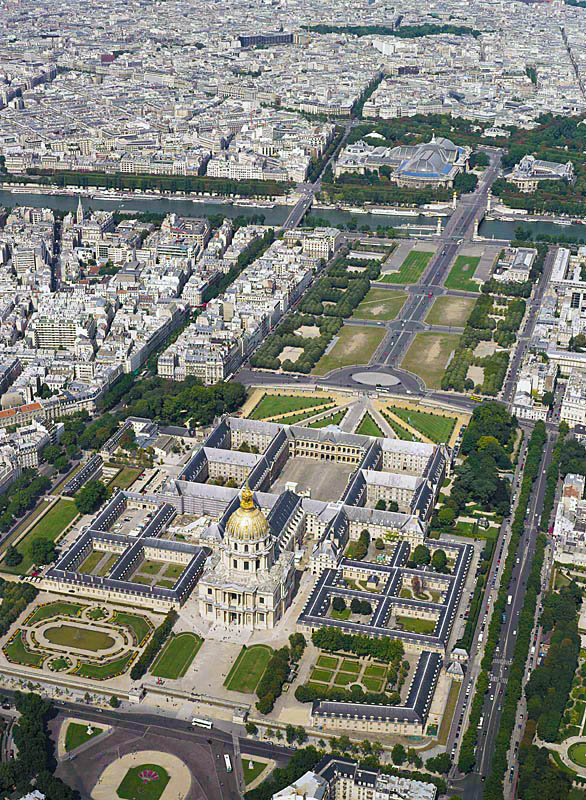
Hôtel des Invalides

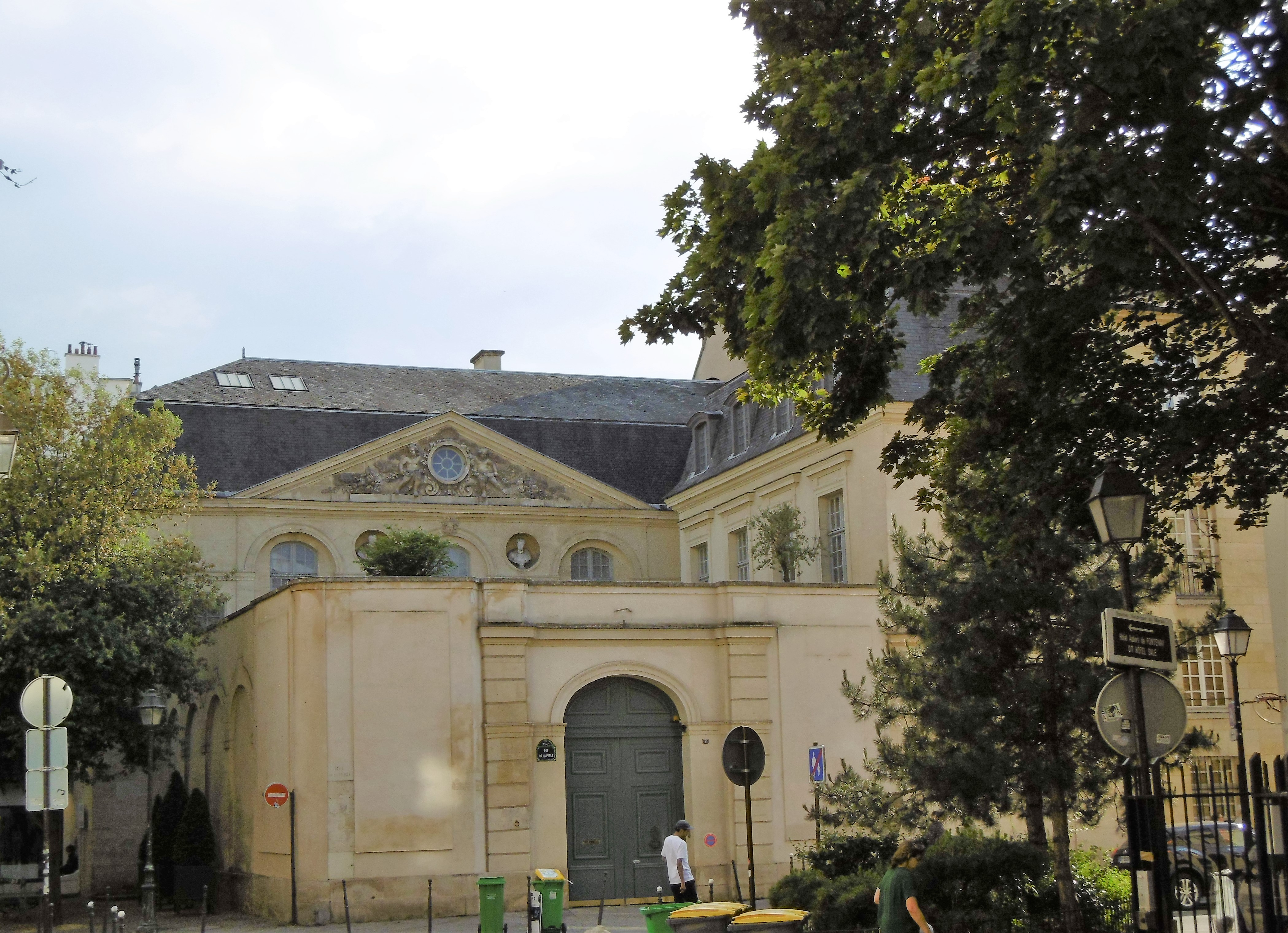
Hôtel Libéral Bruant

Libéral Bruant appartenne ad una famiglia tradizionalmente di architetti, che svolsero la loro attività tra il XVI secolo e il XVIII secolo. Suo padre fu Sébastien Bruant (1602-1670), architetto e maestro generale di falegnameria del re, mentre sua madre fu Barbe Biard (-1667).
Allievo dell'architetto François Blondel, nel 1663 venne nominato architetto del re, poi ereditò l'ufficio di suo padre e divenne maestro generale dei lavori di falegnameria del regno nel 1670 e accademico nel 1671.
Nel 1663 Bruant sposò Catherine Noblet, figlia di Michel Noblet, maestro dei lavori e guardia delle fontane pubbliche di Parigi, e di Catherine Villedo, terza figlia di Michel Villedo, un muratore della Creuse che divenne consigliere e architetto degli edifici di re Luigi XIV di Francia. La coppia avrà due figli, Michel-Libéral, nato il 7 novembre 1653, e François, nato il 22 luglio 1679 e morto nel 1732, che sarà ammesso nel 1706 all'Accademia di architettura in cui eserciterà la professione di insegnante.
Libéral Bruant guidò principalmente i lavori pubblici della città di Parigi, e di Versailles, in una fase di trasformazione immobiliare e architettonica.
Tra le sue opere principali si possono menzionare il progetto e la costruzione iniziale della chiesa della Salpétriere e di tutto il Gruppo ospedaliero de la Pitié-Salpêtrière, completato da Louis Le Vau.
Dopo la morte di Pierre Le Muet completò la chiesa del Petits-Pères, gli Agostiniani scalzi, oggi Notre Dame des Victoires.
Uno tra i suoi capolavori è ritenuto l'Hôtel des Invalides, la cua cupola come il portale Nord, fu realizzato successivamente da Jules Hardouin Mansart. Questa è la casa destinata al ricovero dei militari anziani o invalidi, che si caratterizza architettonicamente per le voluminose dimensioni, per l'enorme facciata, il grande cortile quadrangolare collegato ad altri cortili minori,, per la chiesa, la cui cupola fu eseguita da Jules Hardouin Mansart, e per lo stile non monotono o pesante, nonostante i quattro ordini di finestre, che impegnarono Bruant dal 1671 al 1676.
Non è un caso se Bruant è conosciuto per la gravità, la dignità e la semplicità dei suoi progetti.
Nel 1682 venne convocato dal duca di York in Inghilterra, per progettare e costruire il castello di Richmond.
Architetto fu anche il fratello Jacques, morto nel 1664.

## Opere
- Hôpital de la Salpêtrière, Parigi;
- Castello di Richmond, Richmond;
- Hôtel des Invalides, Parigi;
- Hôtel Libéral Bruant, Parigi;
- Basilica Notre-Dame-des-Victoires, Parigi.